# دهستان آزادگان (رفسنجان)
دهستان آزادگان نام دهستانی در بخش مرکزی شهرستان رفسنجان، استان کرمان در ایران است. براساس سرشماری مرکز آمار ایران در سال ۱۳۸۵، جمعیت آن ۱۱۹۳۰ نفر (۲۹۰۵ خانوار) بوده‌است.